# Carlo Goldoni
Carlo Osvaldo Goldoni (Venecija, 25. veljače 1707. – Pariz, 6. veljače 1793.), talijanski komediograf i reformator komedije. Rodio se u Mlecima u imućnoj obitelji liječnika Giulia, rodom iz Modene, i Mlečanke Margherite Savioni. Školovao se u Perugi, na dominikanskome učilištu u Riminiu, odakle je pobjegao s družinom putujućih glumaca. Na kraju je diplomirao na Sveučilištu u Padovi. Idućih godina pisao je komične međuigre, tragikomedije i libreta za melodrame, ali i prve sastavke što najavljuju zrelo stvaralačko razdoblje, između 1748. i 1762. godine. Protivnici kazališne reforme naveli su ga 1762. da se od Mletaka oprosti komedijom Jedna od zadnjih pokladnih večeri i pođe u Pariz raditi kao pisac predložaka za Comedie Italienne, kazalište koje je i dalje njegovalo talijansku komediju dell'arte, gdje je Goldoni nastavio ulagati reformske napore unaprijeđenja kazališna izraza pisanim tekstom. Prije smrti na francuskome je sastavio Memoare, zapise o uspomenama na svoj kazalištu posvećeni život. Umro je u oskudici početkom veljače 1793.

## Djela
Među njegova najbolja ostvarenja ubrajaju se komedije, koje se i danas izvode u kazalištima širom svijeta: 
- Gostioničarka Mirandolina
- Grubijani
- Kavana
- Ribarske svađe
- Poljana
- Zaljubljenici
- Lažac
- Lukava udovica

Gostioničarka Mirandolina obvezna je srednjoškolska lektira u Hrvatskoj.